# Лајерли (Џорџија)
Лајерли (енгл. Lyerly) град је у америчкој савезној држави Џорџија. По попису становништва из 2010. у њему је живело 540 становника.

## Демографија
Према попису становништва из 2010. у граду је живело 540 становника, што је 52 (10,7%) становника више него 2000. године.
| Група             | 2000.       | 2010.       |
| Белци             | 450 (92,2%) | 522 (96,7%) |
| Афроамериканци    | 16 (3,3%)   | 5 (0,9%)    |
| Азијати           | 0 (0,0%)    | 6 (1,1%)    |
| Хиспаноамериканци | 3 (0,6%)    | 4 (0,7%)    |
| Укупно            | 488         | 540         |